# Přemysl Švarc
Přemysl Švarc (Pilsen, 27 maart 1985) is een triatleet uit Tsjechië. Hij nam namens zijn vaderland deel aan de Olympische Spelen (2012) in Londen, waar hij eindigde op de 45ste plaats in de eindrangschikking met een tijd van 1:52.08.

## Palmares

### triatlon
- 2013: 86e WK olympische afstand - 267 p
- 2015: 74e WK olympische afstand - 485 p